# Мезоциклон
Мезоциклон — воздушный вихрь в конвективном шторме. Это воздух, который поднимается и вращается вокруг вертикальной оси, обычно в том же направлении, что и системы низкого давления в данном полушарии. Они чаще всего циклонические, то есть связаны с локализованной областью низкого давления в условиях сильной грозы. Такие грозы могут иметь сильные поверхностные ветры и сильный град. Мезоциклоны часто встречаются вместе с восходящими потоками в суперъячейке, в которых торнадо могут образовываться при обмене с некоторыми нисходящими потоками.
Мезоциклоны локализованы, примерно от 2 км (1,2 мили) до 10 км (6,2 мили) в диаметре в пределах сильных гроз. Грозы, содержащие постоянные мезоциклоны, являются грозами суперячеек. Мезоциклоны встречаются на «мезомасштабах» от нескольких километров до сотен километров. Доплеровский радар используется для идентификации мезоциклонов. Мезовихрь — это похожая, но обычно меньшая и более слабая особенность вращения, связанная с линиями шквалов.

## Формирование
Мезоциклоны образуются, когда сильные изменения скорости и/или направления ветра по высоте («сдвиг ветра») приводят к тому, что в нижней части атмосферы вращаются потоки воздуха. Затем конвективный восходящий поток грозы вытягивает этот вращающийся воздух, наклоняя ориентацию валков вверх (от параллельного к земле до перпендикулярного) и заставляя весь восходящий поток вращаться как вертикальный столбец.